# Maimaga
Maimaga (en rus: Маймага) és un poble de la república de Sakhà, a Rússia, que el 2018 tenia 136 habitants, pertany al districte de Namtsi.